# National Football League 2015
La stagione NFL 2015 è stata la 96ª stagione sportiva della National Football League, la massima lega professionistica statunitense di football americano. La stagione è iniziata il 10 settembre 2015. La finale del campionato, il Super Bowl 50, si è disputato il 7 febbraio 2016 al Levi's Stadium di Santa Clara, California e ha visto la vittoria dei Denver Broncos, al loro terzo titolo, sui Carolina Panthers. Questa stagione fu anche l'ultima per i St. Louis Rams, che si trasferirono da St. Louis a Los Angeles con una votazione tra i proprietari della franchigia della lega con 30 voti favorevoli e 2 contrari il 12 gennaio 2016.

## Trasferimento di giocatori
La stagione NFL iniziò ufficialmente martedì 10 marzo 2015 alle 16.00 ET. Sabato 7 marzo, i club avevano iniziato a contattare e a negoziare con gli agenti dei giocatori che sarebbero divenuti unrestricted free agent dopo la scadenza dei contratti fino alla stagione 2014. Martedì 10 marzo 2015, i club esercitarono i loro diritti di opzione sui giocatori.

### Free agent
Un totale di 453 era eleggibile per divenire free agent. Inoltre, un certo numero di giocatori dallo stipendio elevato furono svincolati dalle rispettive squadre per liberare spazio nel salary cap. Tra i giocatori di alto profilo che cambiarono squadra come free agent vi furono i cornerback Darrelle Revis (dai Patriots ai Jets), Antonio Cromartie (dai Cardinals ai Jets), Tramon Williams (da Packers a Browns) e Byron Maxwell (dai Seahawks agli Eagles); il defensive end Greg Hardy (dai Panthers ai Cowboys); i defensive tackle Ndamukong Suh (dai Lions ai Dolphins), Terrance Knighton (dai Broncos ai Redskins), Nick Fairley (dai Lions ai Rams), Dan Williams (dai Cardinals ai Raiders) e Vince Wilfork (dai Patriots ai Texans); le guardie Mike Iupati (dai 49ers ai Cardinals), James Carpenter (dai Seahawks ai Jets), e Orlando Franklin (dai Broncos ai Chargers); il centro Rodney Hudson (dai Chiefs ai Raiders); i wide receiver Jeremy Maclin (dagli Eagles ai Chiefs), Eddie Royal (dai Chargers ai Bears), Torrey Smith (dai Ravens ai 49ers), e Andre Johnson (dai Texans ai Colts); i running back DeMarco Murray (dai Cowboys agli Eagles), Frank Gore (dai 49ers ai Colts) e Ryan Mathews (dai Chargers agli Eagles); e i linebacker Brian Orakpo (dai Redskins ai Titans), e Nate Irving (dai Broncos ai Colts).

## Modifiche alle regole
I seguenti cambiamenti alle regole per la stagione 2015 furono approvati mercoledì 25 marzo 2015 all'incontro tra i proprietari delle franchigie:
- È consentito a un medico, dedicato a questo scopo, di chiamare un time out medico quando un giocatore, in seguito a un colpo subito, sembra disorientato ma resta sul campo come giocatore. Questo time out non è conteggiato alla squadra, anche se mancano meno di due minuti al termine del tempo. L'unica sostituzione concessa è per il giocatore infortunato e per il giocatore avversario a lui opposto
- I ricevitori ineleggibili devono allinearsi nel tackle box.
- Estesa la definizione di "ricevitore senza difese" per includere i ricevitori in aria durante un intercetto.
- Spingere i compagni di squadra sulla linea di scrimmage durante i punt è divenuto illegale.
- Viene esteso l'instant replay per includere il tempo da fare recuperare sull'orologio alla fine di ogni periodo.
- I linebackers possono indossare numeri dal 40 al 49.

Le seguenti regole sugli extra point furono approvate alla riunione dei proprietari di giovedì 19 maggio 2015:
- La linea di scrimmage per i calci di extra point viene spostata dalla linea delle 2 yard a quella delle 15 yard. La conversione da due punti rimane sulla linea delle 2 yard.
- Alle difese che, nei tentativi di extra point abbiano recuperato il pallone, è ora concesso di ritornare il pallone nella end zone avversaria per due punti, così come fatto nella NCAA a partire dalla stagione 1988.

Le seguenti regole sui palloni furono approvate lunedì 27 luglio 2015.
- Vengono aumentati i test, le verifiche e la sicurezza attorno ai palloni da gioco. In alcune partite, scelte a caso, gli arbitri misureranno la pressione di 24 palloni al termine del primo tempo. Due arbitri, invece di uno, misureranno e registreranno la pressione dei palloni prima della gara. Queste regole furono adottate in risposta allo scandalo noto come "deflategate".

Un'ulteriore regola fu approvata per concedere ad entrambe le squadre di indossare divise colorate (al posto di una bianca e una colorata) durante le gare del Thursday Night Football.

## Stagione regolare
La stagione è iniziata giovedì 10 Settembre con l'incontro fra i New England Patriots, vincitori del Super Bowl XLIX, e i Pittsburgh Steelers al Gillette Stadium di Foxborough.Gli accoppiamenti intraconference e interconference sono stati i seguenti:
Intraconference
- AFC East vs. AFC South
- AFC North vs. AFC West
- NFC East vs. NFC South
- NFC North vs. NFC West

Interconference
- AFC East vs. NFC East
- AFC West vs. NFC North
- AFC North vs. NFC West
- AFC South vs. NFC South

### Risultati della stagione regolare
- La qualificazione ai play-off è indicata in verde (tra parentesi il seed).

| AFC East                 |    |    |   |     |     |     |
| Squadra                  | V  | S  | P | PCT | PF  | PS  |
| (2) New England Patriots | 12 | 4  | 0 | 750 | 465 | 315 |
| New York Jets            | 10 | 6  | 0 | 625 | 387 | 314 |
| Buffalo Bills            | 8  | 8  | 0 | 500 | 379 | 359 |
| Miami Dolphins           | 6  | 10 | 0 | 375 | 310 | 389 |

| NFC East                |   |    |   |     |     |     |
| Squadra                 | V | S  | P | PCT | PF  | PS  |
| (4) Washington Redskins | 9 | 7  | 0 | 563 | 388 | 379 |
| Philadelphia Eagles     | 7 | 9  | 0 | 438 | 377 | 430 |
| New York Giants         | 6 | 10 | 0 | 375 | 420 | 442 |
| Dallas Cowboys          | 4 | 12 | 0 | 250 | 275 | 374 |

| AFC North               |    |    |   |     |     |     |
| Squadra                 | V  | S  | P | PCT | PF  | PS  |
| (3) Cincinnati Bengals  | 12 | 4  | 0 | 750 | 419 | 279 |
| (6) Pittsburgh Steelers | 10 | 6  | 0 | 625 | 423 | 319 |
| Baltimore Ravens        | 5  | 11 | 0 | 313 | 328 | 401 |
| Cleveland Browns        | 3  | 13 | 0 | 188 | 278 | 432 |

| NFC North             |    |    |   |     |     |     |
| Squadra               | V  | S  | P | PCT | PF  | PS  |
| (3) Minnesota Vikings | 11 | 5  | 0 | 688 | 365 | 302 |
| (5) Green Bay Packers | 10 | 6  | 0 | 625 | 368 | 323 |
| Detroit Lions         | 7  | 9  | 0 | 438 | 358 | 400 |
| Chicago Bears         | 6  | 10 | 0 | 375 | 335 | 397 |

| AFC South            |   |    |   |     |     |     |
| Squadra              | V | S  | P | PCT | PF  | PS  |
| (4) Houston Texans   | 9 | 7  | 0 | 563 | 339 | 313 |
| Indianapolis Colts   | 8 | 8  | 0 | 500 | 333 | 408 |
| Jacksonville Jaguars | 5 | 11 | 0 | 313 | 376 | 448 |
| Tennessee Titans     | 3 | 13 | 0 | 188 | 299 | 423 |

| NFC South             |    |    |   |     |     |     |
| Squadra               | V  | S  | P | PCT | PF  | PS  |
| (1) Carolina Panthers | 15 | 1  | 0 | 938 | 500 | 308 |
| Atlanta Falcons       | 8  | 8  | 0 | 500 | 339 | 345 |
| New Orleans Saints    | 7  | 9  | 0 | 438 | 408 | 476 |
| Tampa Bay Buccaneers. | 6  | 10 | 0 | 375 | 342 | 417 |

| AFC West               |    |    |   |     |     |     |
| Squadra                | V  | S  | P | PCT | PF  | PS  |
| (1) Denver Broncos     | 12 | 4  | 0 | 750 | 355 | 296 |
| (5) Kansas City Chiefs | 11 | 5  | 0 | 688 | 405 | 287 |
| Oakland Raiders        | 7  | 9  | 0 | 438 | 359 | 399 |
| San Diego Chargers     | 4  | 12 | 0 | 250 | 320 | 398 |

| NFC West              |    |    |   |     |     |     |
| Squadra               | V  | S  | P | PCT | PF  | PS  |
| (2) Arizona Cardinals | 13 | 3  | 0 | 813 | 489 | 313 |
| (6) Seattle Seahawks  | 10 | 6  | 0 | 625 | 423 | 277 |
| St. Louis Rams        | 7  | 9  | 0 | 438 | 280 | 330 |
| San Francisco 49ers   | 5  | 11 | 0 | 313 | 238 | 387 |

spareggi
1. ↑  I Patriots hanno ottenuto il seed 2 sui Bengals in base alle vittorie con gli stessi avversari (4-1 contro 2-3).
2. ↑  I Bills sono finiti davanti ai Colts in base alla vittoria nello scontro diretto.
3. ↑  I Rams sono finiti davanti agli Eagles e ai Saints in base al miglior record di vittorie di conference (6-6 contro rispettivamente 4-8 e 5-7).
4. ↑  I Giants sono finiti davanti ai Bears in base al miglior record di vittorie di conference (4-8 contro 3-9).
5. ↑  Gli Steelers hanno ottenuto il seed 6 sui Jets in base alle vittorie con gli stessi avversari (4-1 contro 3-2).
6. ↑  I Browns sono finiti davanti ai Titans in base alla vittoria nello scontro diretto.
7. ↑  Green Bay ha ottenuto il seed 5 su Seattle in base alla vittoria nello scontro diretto.
8. ↑  I Lions sono finiti rispettivamente davanti agli Eagles e ai Saints in base alle vittorie negli scontri diretti.
9. ↑  I Bears sono finiti davanti ai Buccaneers in base alla vittoria nello scontro diretto.
10. ↑  I Jaguars sono finiti davanti ai Ravens in base alla vittoria nello scontro diretto.
11. ↑  I Giants sono finiti davanti ai Buccaneers in base alla vittoria nello scontro diretto
12. ↑  Denver ha ottenuto il seed 1 su New England e Cincinnati in base alla vittoria negli scontri diretti.
13. ↑  I Rams sono finiti davanti ai Lions in base alla vittoria nello scontro diretto.

## Play-off
I play-off sono iniziati il 9 gennaio 2016 con il Wildcard Round. Sono quindi previsti i Divisional Playoffs il 16 e il 17 gennaio e i Conference Championship Game il 24 gennaio. Il Super Bowl 50 è disputato il 7 febbraio 2016 al Levi's Stadium di Santa Clara, California.

### Seeding
| Seed | American Football Conference              | National Football Conference             |
| ---- | ----------------------------------------- | ---------------------------------------- |
| 1    | Denver Broncos (vincitori AFC West)       | Carolina Panthers (vincitori NFC South)  |
| 2    | New England Patriots (vincitori AFC East) | Arizona Cardinals (vincitori NFC West)   |
| 3    | Cincinnati Bengals (vincitori AFC North)  | Minnesota Vikings (vincitori NFC North)  |
| 4    | Houston Texans (vincitori AFC South)      | Washington Redskins (vincitori NFC East) |
| 5    | Kansas City Chiefs (Wild Card)            | Green Bay Packers (Wild Card)            |
| 6    | Pittsburgh Steelers (Wild Card)           | Seattle Seahawks (Wild Card)             |

### Incontri
| Wild Card Game | Wild Card Game                 | Wild Card Game                 | Wild Card Game                 |    |             | Divisional Play-off                  | Divisional Play-off                        | Divisional Play-off                  |                                      |                                      | Conference Championship              | Conference Championship | Conference Championship |  |  | Super Bowl 50 | Super Bowl 50 | Super Bowl 50 | Super Bowl 50 | Super Bowl 50 |
|                |                                |                                |                                |    |             |                                      |                                            |                                      |                                      |                                      |                                      |                         |                         |  |  |               |               |               |               |               |
|                | 10 gennaio - TCF Bank Stadium  | 10 gennaio - TCF Bank Stadium  | 10 gennaio - TCF Bank Stadium  |    |             | 17 gennaio - Bank of America Stadium | 17 gennaio - Bank of America Stadium       | 17 gennaio - Bank of America Stadium |                                      |                                      |                                      |                         |                         |  |  |               |               |               |               |               |
|                | 10 gennaio - TCF Bank Stadium  | 10 gennaio - TCF Bank Stadium  | 10 gennaio - TCF Bank Stadium  |    |             | 17 gennaio - Bank of America Stadium | 17 gennaio - Bank of America Stadium       | 17 gennaio - Bank of America Stadium |                                      |                                      |                                      |                         |                         |  |  |               |               |               |               |               |
|                | 10 gennaio - TCF Bank Stadium  | 10 gennaio - TCF Bank Stadium  | 10 gennaio - TCF Bank Stadium  |    |             | 17 gennaio - Bank of America Stadium | 17 gennaio - Bank of America Stadium       | 17 gennaio - Bank of America Stadium |                                      |                                      |                                      |                         |                         |  |  |               |               |               |               |               |
|                | 10 gennaio - TCF Bank Stadium  | 10 gennaio - TCF Bank Stadium  | 10 gennaio - TCF Bank Stadium  |    |             | 17 gennaio - Bank of America Stadium | 17 gennaio - Bank of America Stadium       | 17 gennaio - Bank of America Stadium |                                      |                                      |                                      |                         |                         |  |  |               |               |               |               |               |
|                | 6                              | Seattle                        | 10                             |    |             | 17 gennaio - Bank of America Stadium | 17 gennaio - Bank of America Stadium       | 17 gennaio - Bank of America Stadium |                                      |                                      |                                      |                         |                         |  |  |               |               |               |               |               |
|                | 6                              | Seattle                        | 10                             | 6  | Seattle     | 24                                   |                                            |                                      |                                      |                                      |                                      |                         |                         |  |  |               |               |               |               |               |
|                | 3                              | Minnesota                      | 9                              | 6  | Seattle     | 24                                   |                                            |                                      | 24 gennaio - Bank of America Stadium | 24 gennaio - Bank of America Stadium | 24 gennaio - Bank of America Stadium |                         |                         |  |  |               |               |               |               |               |
|                | 3                              | Minnesota                      | 9                              | 1  | Carolina    | 31                                   |                                            |                                      | 24 gennaio - Bank of America Stadium | 24 gennaio - Bank of America Stadium | 24 gennaio - Bank of America Stadium |                         |                         |  |  |               |               |               |               |               |
|                |                                |                                |                                | 1  | Carolina    | 31                                   |                                            |                                      | 24 gennaio - Bank of America Stadium | 24 gennaio - Bank of America Stadium | 24 gennaio - Bank of America Stadium |                         |                         |  |  |               |               |               |               |               |
|                |                                |                                |                                |    |             |                                      |                                            |                                      | 24 gennaio - Bank of America Stadium | 24 gennaio - Bank of America Stadium | 24 gennaio - Bank of America Stadium |                         |                         |  |  |               |               |               |               |               |
|                | 10 gennaio - FedEx Field       | 10 gennaio - FedEx Field       | 10 gennaio - FedEx Field       | 2  | Arizona     | 15                                   |                                            |                                      |                                      |                                      |                                      |                         |                         |  |  |               |               |               |               |               |
|                | 10 gennaio - FedEx Field       | 10 gennaio - FedEx Field       | 10 gennaio - FedEx Field       | 2  | Arizona     | 15                                   | 16 gennaio - University of Phoenix Stadium |                                      |                                      |                                      |                                      |                         |                         |  |  |               |               |               |               |               |
|                | 10 gennaio - FedEx Field       | 10 gennaio - FedEx Field       | 10 gennaio - FedEx Field       |    | 1           | Carolina                             | 49                                         |                                      |                                      |                                      |                                      |                         |                         |  |  |               |               |               |               |               |
|                | 10 gennaio - FedEx Field       | 10 gennaio - FedEx Field       | 10 gennaio - FedEx Field       |    | 1           | Carolina                             | 49                                         |                                      |                                      |                                      |                                      |                         |                         |  |  |               |               |               |               |               |
|                | 5                              | Green Bay                      | 35                             |    |             |                                      |                                            |                                      |                                      |                                      |                                      |                         |                         |  |  |               |               |               |               |               |
|                | 5                              | Green Bay                      | 35                             | 5  | Green Bay   | 20                                   |                                            |                                      |                                      |                                      |                                      |                         |                         |  |  |               |               |               |               |               |
|                | 4                              | Washington                     | 18                             | 5  | Green Bay   | 20                                   |                                            |                                      | 7 febbraio - Levi's Stadium          | 7 febbraio - Levi's Stadium          | 7 febbraio - Levi's Stadium          |                         |                         |  |  |               |               |               |               |               |
|                | 4                              | Washington                     | 18                             | 2  | Arizona     | 26                                   |                                            |                                      | 7 febbraio - Levi's Stadium          | 7 febbraio - Levi's Stadium          | 7 febbraio - Levi's Stadium          |                         |                         |  |  |               |               |               |               |               |
|                |                                |                                |                                | 2  | Arizona     | 26                                   |                                            |                                      |                                      | 7 febbraio - Levi's Stadium          | 7 febbraio - Levi's Stadium          |                         |                         |  |  |               |               |               |               |               |
|                |                                |                                |                                |    |             |                                      |                                            |                                      |                                      | 7 febbraio - Levi's Stadium          | 7 febbraio - Levi's Stadium          |                         |                         |  |  |               |               |               |               |               |
|                | 9 gennaio - Paul Brown Stadium | 9 gennaio - Paul Brown Stadium | 9 gennaio - Paul Brown Stadium | N1 | Carolina    | 10                                   |                                            |                                      |                                      |                                      |                                      |                         |                         |  |  |               |               |               |               |               |
|                | 9 gennaio - Paul Brown Stadium | 9 gennaio - Paul Brown Stadium | 9 gennaio - Paul Brown Stadium | N1 | Carolina    | 10                                   | 17 gennaio - Sports Authority Field        |                                      |                                      |                                      |                                      |                         |                         |  |  |               |               |               |               |               |
|                | 9 gennaio - Paul Brown Stadium | 9 gennaio - Paul Brown Stadium | 9 gennaio - Paul Brown Stadium |    | A1          | Denver                               | 24                                         |                                      |                                      |                                      |                                      |                         |                         |  |  |               |               |               |               |               |
|                | 9 gennaio - Paul Brown Stadium | 9 gennaio - Paul Brown Stadium | 9 gennaio - Paul Brown Stadium |    | A1          | Denver                               | 24                                         |                                      |                                      |                                      |                                      |                         |                         |  |  |               |               |               |               |               |
|                | 6                              | Pittsburgh                     | 18                             |    |             |                                      |                                            |                                      |                                      |                                      |                                      |                         |                         |  |  |               |               |               |               |               |
|                | 6                              | Pittsburgh                     | 18                             | 6  | Pittsburgh  | 16                                   |                                            |                                      |                                      |                                      |                                      |                         |                         |  |  |               |               |               |               |               |
|                | 3                              | Cincinnati                     | 16                             | 6  | Pittsburgh  | 16                                   |                                            |                                      | 24 gennaio - Sports Authority Field  | 24 gennaio - Sports Authority Field  | 24 gennaio - Sports Authority Field  |                         |                         |  |  |               |               |               |               |               |
|                | 3                              | Cincinnati                     | 16                             | 1  | Denver      | 23                                   |                                            |                                      | 24 gennaio - Sports Authority Field  | 24 gennaio - Sports Authority Field  | 24 gennaio - Sports Authority Field  |                         |                         |  |  |               |               |               |               |               |
|                |                                |                                |                                | 1  | Denver      | 23                                   |                                            |                                      | 24 gennaio - Sports Authority Field  | 24 gennaio - Sports Authority Field  | 24 gennaio - Sports Authority Field  |                         |                         |  |  |               |               |               |               |               |
|                |                                |                                |                                |    |             |                                      |                                            |                                      | 24 gennaio - Sports Authority Field  | 24 gennaio - Sports Authority Field  | 24 gennaio - Sports Authority Field  |                         |                         |  |  |               |               |               |               |               |
|                | 9 gennaio - NRG Stadium        | 9 gennaio - NRG Stadium        | 9 gennaio - NRG Stadium        | 2  | New England | 18                                   |                                            |                                      |                                      |                                      |                                      |                         |                         |  |  |               |               |               |               |               |
|                | 9 gennaio - NRG Stadium        | 9 gennaio - NRG Stadium        | 9 gennaio - NRG Stadium        | 2  | New England | 18                                   | 16 gennaio - Gillette Stadium              |                                      |                                      |                                      |                                      |                         |                         |  |  |               |               |               |               |               |
|                | 9 gennaio - NRG Stadium        | 9 gennaio - NRG Stadium        | 9 gennaio - NRG Stadium        |    | 1           | Denver                               | 20                                         |                                      |                                      |                                      |                                      |                         |                         |  |  |               |               |               |               |               |
|                | 9 gennaio - NRG Stadium        | 9 gennaio - NRG Stadium        | 9 gennaio - NRG Stadium        |    | 1           | Denver                               | 20                                         |                                      |                                      |                                      |                                      |                         |                         |  |  |               |               |               |               |               |
|                | 5                              | Kansas City                    | 30                             |    |             |                                      |                                            |                                      |                                      |                                      |                                      |                         |                         |  |  |               |               |               |               |               |
|                | 5                              | Kansas City                    | 30                             | 5  | Kansas City | 20                                   |                                            |                                      |                                      |                                      |                                      |                         |                         |  |  |               |               |               |               |               |
|                | 4                              | Houston                        | 0                              | 5  | Kansas City | 20                                   |                                            |                                      |                                      |                                      |                                      |                         |                         |  |  |               |               |               |               |               |
|                | 4                              | Houston                        | 0                              | 2  | New England | 27                                   |                                            |                                      |                                      |                                      |                                      |                         |                         |  |  |               |               |               |               |               |

### Vincitore
| Vincitori del Super Bowl 50 Denver Broncos 3º titolo |

## Record e traguardi
Settimana 1
- Tom Brady divenne il quarterback con il maggior numero di vittorie per una singola franchigia (161), superando il record di Brett Favre.[34]
- Marcus Mariota divenne il primo QB nella storia della NFL a terminare con un passer rating perfetto di 158,3 nella sua gara di debutto e il primo a passare 4 touchdown nel primo tempo della sua prima partita.[35] Inoltre divenne il giocatore più giovane ad avere concluso con un passer rating perfetto (21 anni, 318 giorni) superando Robert Griffin III.[36]
- Brandon McManus divenne il secondo kicker nella storia della NFL a segnare due field goal da 56 o più yard nella stessa partita, raggiungendo Greg Zuerlein, riuscitovi nel 2012.[37]

Settimana 2
- Peyton Manning divenne il secondo quarterback nella storia della NFL a passare 70.000 yard in carriera, raggiungendo Brett Favre.[38]
- Con la loro vittoria per 31–24 sui Kansas City Chiefs all'Arrowhead Stadium, i Denver Broncos stabilirono un nuovo record NFL per vittorie consecutive in trasferta contro avversari della propria division, 13, superando i San Francisco 49ers del periodo 1987–90.[39]
- Travis Benjamin dei Cleveland Browns divenne il terzo giocatore nella storia della NFL a segnare 3 touchdown da 50 o più yard nella stessa gara.
- I New York Giants divennero la prima squadra della storia della NFL a perdere entrambe le prime due gare dopo essere stati in vantaggio di almeno dieci punti nel quarto periodo.
- Per la prima volta dal 1992, una squadra forzò la perdita del pallone degli avversari per 5 volte in entrambe le prime due gare (i New York Jets forzarono 5 palloni persi contro i Cleveland Browns nella settimana 1 e 5 contro gli Indianapolis Colts nella settimana 2).

Settimana 3
- I New York Giants conquistarono la loro 97ª vittoria contro i Washington Redskins, il massimo per qualsiasi franchigia della NFL su un singolo avversario.[40]
- Contro i Jacksonville Jaguars, Tom Brady divenne il quarto quarterback della storia della NFL a lanciare 400 touchdown in carriera, raggiungendo Peyton Manning, Brett Favre e Dan Marino.
- Peyton Manning divenne il secondo quarterback della storia della NFL a completare 6.000 passaggi, raggiungendo Brett Favre.[41]
- Marcus Mariota eguagliò il record NFL stabilito da Mark Rypien nel 1988 con 8 passaggi da touchdown nelle prime tre gare in carriera.[42]
- Julio Jones stabilì il record NFL per il maggior numero di ricezioni nelle prime tre gare di una stagione, 34.[43]
- Colin Kaepernick divenne il più veloce giocatore della storia a subire due intercetti ritornati in touchdown dagli avversari. Lo fece in 5 minuti e 57 secondi dall'inizio della gara.
- Nel corso delle prime tre gare della stagione vi furono un totale di 730 penalità accettate, un record NFL. Il precedente era di 716 nel 2005.[44]

Settimana 4
- Drew Brees divenne il quinto quarterback nella storia della NFL a passare 400 touchdown e il terzo a completare 5.000 passaggi in carriera.
- Adam Vinatieri divenne il leader di tutti i tempi degli Indianapolis Colts per punti segnati e il primo giocatore della storia a segnare mille punti con due differenti franchigie (in precedenza vi era riuscito con i New England Patriots)[45]

Settimana 5
- Gli Indianapolis Colts stabilirono un record NFL con la 16ª vittoria consecutiva contro un avversario della propria division grazie al 27–20 nel Thursday Night Football sugli Houston Texans.[46]
- Matthew Stafford e Dan Orlovsky stabilirono complessivamente un record NFL con 70 passaggi tentati nei tempi regolamentari nella sconfitta per 42–17 contro gli Arizona Cardinals.[47]
- Charles Woodson mise a segno due intercetti su Peyton Manning nella sconfitta 16–10 contro i Broncos, diventando l'unico giocatore nella storia della NFL a riuscirvi all'età di 39 o più anni.[48]
- La vittoria dei Tampa Bay Buccaneers 38–31 sui Jacksonville Jaguars fu la prima della storia della NFL in cui la squadra in casa aveva perso le precedenti 11 gare interne e quella in trasferta le ultime 11 esterne.[48]
- David Johnson segnò due touchdown su corsa nella vittoria dei Cardinals 42–17 sui Lions arrivando a 3 TD su corsa, 2 su ricezione e uno su ritorno di kickoff, diventando il primo rookie dai tempi di Gale Sayers a segnare più di un TD su corsa, più di uno su ricezione e uno su ritorno di kickoff nelle prime cinque gare della stagione.[48]
- Gli Atlanta Falcons divennero la prima squadra della storia a partire con un record di 5-0 dopo essere stati in svantaggio nel quarto periodo in quattro di quelle cinque gare.[48]
- Devonta Freeman divenne il primo giocatore dell'era Super Bowl a segnare sette touchdown nelle prime tre gare come titolare in carriera.[48]
- Di 12 gare giocate, 10 delle squadre che andarono a vincere si erano trovate in svantaggio, eguagliando il maggior numero di vittorie in rimonta nella storia della NFL in giornate da 12 o meno gare.[48]
- Antonio Gates ricevette il 100º touchdown in carriera, il nono giocatore della storia a tagliare tale traguardo.[49]

Settimana 6
- Con la vittoria dei New England Patriots, che avevano riposato nella settimana 4, si ebbero cinque squadre a aver iniziato la stagione con cinque vittorie consecutive, stabilendo un record NFL.
- Philip Rivers divenne il primo quarterback della storia della NFL a lanciare 500 o più yard senza intercetti e perdere la partita (i Green Bay Packers batterono la squadra di Rivers, i San Diego Chargers, 27–20).[50]

Settimana 7
- Con la vittoria dei Carolina Panthers, che avevano riposato nella settimana 5, si stabilì un nuovo record NFL per numero di squadre, cinque, a iniziare la stagione con sei vittorie consecutive. Per i Panthers divenne anche la miglior partenza della storia della franchigia, che comunque avrebbero ancora migliorato nel resto della regular season.
- Ryan Tannehill stabilì il nuovo record NFL per passaggi completati consecutivamente con 25, completando i suoi primi 18 passaggi nella vittoria per 44–26 sugli Houston Texans e gli ultimi 7 della gara precedente.[51]
- Keenan Allen stabilì il record NFL per ricezioni nelle prime sette gare di una stagione.[52]
- Tom Brady divenne il quinto quarterback nella storia della NFL a passare 55.000 yard con un passaggio da 23 yard nel secondo quarto ricevuto da Danny Amendola.
- E.J. Manuel divenne il primo quarterback nella storia della NFL a perdere una gara iniziata come titolare in tre diverse nazioni (Canada, Stati Uniti e Regno Unito).

Settimana 8
- Nella gara tra New York Giants e New Orleans Saints, le squadre sommarono un record NFL di 13 passaggi da touchdown. Drew Brees inoltre eguagliò il record di sette passaggi da touchdown in una partita, condiviso da Sid Luckman, George Blanda, Joe Kapp, Y.A. Tittle, Adrian Burk, Peyton Manning e Nick Foles. Brees divenne il secondo giocatore della storia con più di una partita con almeno 500 yard passate, raggiungendo Ben Roethlisberger a quota due.
- Peyton Manning eguagliò il record di Brett Favre per il maggior numero di vittorie in carriera per un quarterback titolare con la vittoria sui Packers la domenica sera.
- Quattro squadre conseguirono la loro settima vittoria consecutiva dall'inizio della stagione, un nuovo record NFL.

Settimana 9
- Per prima volta nella storia della NFL, tre club (Bengals, Patriots e Panthers) iniziarono la stessa stagione con un record di 8–0.
- Segnando in tutti i quattro quarti della loro vittoria per 27–10 sui Washington Redskins, i New England Patriots pareggiarono il record NFL segnando in 31 quarti consecutivi. In precedenza vi erano riusciti gli Indianapolis Colts nel 2005 e i St. Louis Rams a cavallo delle stagioni 1999 e 2000.
- Antonio Brown degli Steelers stabilì un nuovo record NFL per yard ricevute in una partita senza segnare un touchdown, con 284, contro gli Oakland Raiders. Fu anche un nuovo record assoluto per la franchigia di Pittsburgh, così come lo furono le sue 17 ricezioni.
- Nella loro vittoria sui Miami Dolphins, i Buffalo Bills divennero la prima squadra nella storia della NFL con due giocatori con cento yard corse (LeSean McCoy e Karlos Williams) e un giocatore che ne ricevette almeno 150 (Sammy Watkins) nella stessa partita.[53]
- Marcus Mariota divenne il primo quarterback rookie della storia della NFL ad avere disputato due gare con quattro passaggi da touchdown e nessun intercetto subito in ciascuna.

Settimana 10
- Ameer Abdullah eguagliò il record NFL per il più lungo ritorno di kickoff non conclusosi con un touchdown, 104 yard.[54]
- Peyton Manning divenne il leader di tutti i tempi per yard passate in carriera, sorpassando Brett Favre.
- Per la prima volta nella storia della NFL, sei quarterback che avevano vinto il Super Bowl persero nello stesso giorno (Peyton e Eli Manning, Drew Brees, Aaron Rodgers, Joe Flacco e Russell Wilson).
- Adrian Peterson pareggiò il record di O.J. Simpson con la sesta gara in carriera da 200 yard corse.[55]
- I Patriots, segnando in tutti i quattro quarti della vittoria per 27–26 sui Giants, stabilirono un nuovo record NFL giungendo a quota 35 quarti consecutivi.

Settimana 11
- Jameis Winston divenne il terzo quarterback nella storia della NFL con cinque passaggi da touchdown nella sua stagione da rookie, raggiungendo Matthew Stafford dei Detroit Lions nel 2009 e Ray Buivid dei Chicago Bears nel 1937.[56]
- Thomas Rawls dei Seattle Seahawks divenne il primo giocatore non scelto nel draft a correre almeno 160 yard in due diverse occasioni nella sua stagione da rookie.
- La striscia di quarti consecutivi in cui i Patriots andarono a segno si fermò a quota 38, non essendo riusciti a segnare nell'ultima frazione di gioco della vittoria per 20–13 sui Buffalo Bills.

Settimana 12
- Tom Brady raggiunse Dan Marino al terzo posto nella classifica di tutti i tempi per touchdown passati in carriera.[57]
- Travis Coons dei Cleveland Browns stabilì un nuovo record NFL per field goal segnati consecutivamente a inizio carriera con 18, superando il primato stabilito da Kai Forbath nel 2012 e Chandler Catanzaro nel 2014.[58]

Settimana 13
- Il rookie dei New Orleans Saints Stephone Anthony fu il primo giocatore della storia a segnare due punti dopo avere ritornato sino alla end zone avversaria un tentativo di extra point avversario bloccato.[59]
- Tom Brady staccò Marino, rimanendo solo al terzo posto della classifica di tutti i tempi per touchdown passati.[60]
- Larry Fitzgerald divenne il giocatore più giovane della storia a ricevere mille passaggi in carriera (32 anni e 97 giorni) superando il precedente primato di Andre Johnson (33 anni, 163 giorni).[61]
- Andy Dalton divenne il secondo giocatore dopo Peyton Manning a passare 3.000 yard in tutte le prime cinque stagioni in carriera.
- A.J. Green raggiunse Randy Moss come unico altro giocatore ad avere ricevuto mille yard in ognuna delle prime cinque stagioni in carriera.
- Jason Witten divenne il secondo tight end della storia a raggiungere le mille ricezioni in carriera dopo Tony Gonzalez.[62]

Settimana 14
- Adrian Peterson segnò il suo centesimo touchdown in carriera, il tredicesimo running back della storia a riuscirvi.[63]
- Drew Brees superò Dan Marino al quarto posto di tutti i tempi per touchdown passati in carriera.[64]
- Con la loro vittoria per 33-20 sui Cincinnati Bengals, i Pittsburgh Steelers divennero la prima squadra della NFL a vincere 90 partite con tre differenti capi-allenatore.
- Antonio Brown divenne il sesto giocatore della storia della NFL con tre stagioni consecutive con almeno cento ricezioni, raggiungendo Marvin Harrison, Jerry Rice, Herman Moore, Brandon Marshall e Wes Welker.
- Con la loro vittoria per 27–6 sugli Houston Texans e la contemporanea sconfitta nel Monday Night Football dei Dolphins, i Patriots vinsero il titolo di division della AFC East per il settimo anno consecutivo, eguagliando il record dei Rams stabilito tra il 1973 e il 1979.[65]
- I Green Bay Packers diventarono la seconda franchigia della storia, dopo i Chicago Bears, a raggiungere quota 750 vittorie con quella per 28–7 sui Dallas Cowboys.[66]
- Matthew Stafford passò 245 yard contro i St. Louis Rams, raggiungendo quota 25.000 in carriera. Vi riuscì alla novantesima partita, due in meno del precedente primato di Dan Marino.[66]
- Russell Wilson divenne il primo quarterback della storia della NFL a terminare quattro partite consecutive con un passer rating di almeno 138,5.[67]

Settimana 15
- Russell Wilson divenne il primo quarterback nella storia della NFL a passare tre o più touchdown senza subire intercetti per cinque partite consecutive.
- Cam Newton divenne il primo giocatore nella storia della NFL a guadagnare 100 yard su corsa e almeno 300 su passaggio con passaggi da 5 touchdown nella stessa partita.
- Tom Brady si unì a Peyton Manning quale unico altro quarterback nella storia della NFL a passare 35 touchdown in stagione in quattro diverse annate.
- Drew Brees divenne il quarto quarterback della storia a passare 60.000 yard nella stagione regolare, dopo Peyton Manning, Brett Favre e Dan Marino, ed il più giovane a riuscirvi.
- Doug Baldwin divenne il secondo giocatore della storia della NFL a segnare 10 touchdown su ricezione nell'arco di quattro partite, dopo Jerry Rice.
- Antonio Brown stabilì il nuovo record NFL per il maggior numero di ricezioni in tre stagioni consecutive (355), superando il precedente primato di Marvin Harrison di 354 stabilito nel periodo 2000-2002.

Settimana 16
- I Washington Redskins divennero la prima squadra ad aggiudicarsi un titolo di division malgrado il fatto di avere battuto solamente squadre con più sconfitte che vittorie durante l'anno.[68] Inoltre, la vittoria dei Redskins fu la numero 600 della storia della franchigia, il quinto club a tagliare tale traguardo.[69]
- Con otto ricezioni nella vittoria dei Jets 26–20 sui Patriots, Brandon Marshall giunse a quota cento in stagione per la sesta volta, un record NFL. Inoltre fu il primo giocatore della storia dei Jets a ricevere cento passaggi in una singola annata.[70]
- Anquan Boldin fece registrare cinque ricezioni nella sconfitta dei 49ers contro i Detroit Lions, diventando il 13º giocatore della storia, a il terzo della stagione, ad arrivare a quota mille in carriera.[70]
- Il ricevitore degli Atlanta FalconsJulio Jones ricevette 9 passaggi per 178 yard e un touchdown nella vittoria per 20–13 sui Panthers. Giunse così a 127 ricezioni per 1.722 yard in stagione, diventando il secondo giocatore nella storia della NFL con almeno 125 ricezioni e 1.700 yard ricevute in stagione, dopo Marvin Harrison che vi riuscì nel 2002.[70]
- Nella loro sconfitta contro i St. Louis Rams, i Seattle Seahawks non furono in vantaggio in alcun istante della partita, concludendo il loro record NFL a 70 partite (stagione regolare e playoff inclusi). L'ultima volta che ciò era capitato era stato nell'ultima partita della stagione regolare 2011 persa 23–20 contro gli Arizona Cardinals.[71]
- I Kansas City Chiefs divennero la seconda squadra dalla fusione AFL-NFL a raggiungere i playoff dopo avere iniziato la stagione con un bilancio di 1–5, dopo i Cincinnati Bengals del 1970.[72]
- Cam Newton divenne il primo giocatore della storia della NFL con almeno 30 touchdown passati e altri 8 segnati su corsa nella stessa stagione.[70]
- Antonio Brown divenne il secondo giocatore della storia della NFL a ricevere 1.600 yard per due stagioni consecutive, dopo Calvin Johnson che lo fece nelle stagioni 2011 e 2012.[73] Inoltre divenne il secondo giocatore nella storia della NFL con due stagioni consecutive con almeno 120 ricezioni dopo Cris Carter (1994–1995).
- Adam Vinatieri divenne il terzo kicker della storia a segnare 500 field goal in carriera.
- Per la prima volta nella storia della, tutte le squadre ad avere quattro o più Super Bowl (New England Patriots, Dallas Cowboys, San Francisco 49ers, Pittsburgh Steelers, Green Bay Packers e New York Giants) persero tutte le loro gare nella stessa domenica.

Settimana 17
- La NFL stabilì un nuovo record per touchdown segnati in una stagione con il numero 808, quando il quarterback dei Dolphins Ryan Tannehill passò a DeVante Parker un touchdown da 15 yard nel primo tempo della gara contro i New England Patriots.[74]
- Russell Wilson divenne il primo quarterback nella storia della NFL ad avere passato 4.000 o più yard, 30 o più touchdown e avere corso 500 o più yard nella stessa stagione.[75]
- I Kansas City Chiefs divennero la prima squadra nella storia della NFL che dopo avere perso cinque partite consecutive ne vinse dieci consecutive.[76]
- Antonio Brown divenne il primo giocatore della storia con almeno 125 passaggi ricevuti in due stagioni. Inoltre stabilì un primato con 265 ricezioni nell'arco di due stagioni e divenne il primo wide receiver della storia NFL a fare registrare 1.700 yard dalla linea di scrimmage in due annate consecutive.[77]
- Frank Gore divenne il 15º giocatore della storia a superare le 12.000 yard corse.[78]
- Cam Newton passò due touchdown e ne segnò altri due su corsa nella vittoria dei Panthers sui Buccaneers. Fu la 31ª volta che Newton passò e segnò su corsa un touchdown nella stessa gara, pareggiando il primato di Steve Young. Newton vi riuscì alla 78º partita in carriera, mentre Young disputò 169 gare in carriera.[79]
- Drew Brees concluse la stagione con 4.870 yard passate, la sua sesta stagione consecutiva oltre le 4.500 yard fu un nuovo record, così come lo furono le sue sette stagioni complessive. Inoltre guidò la lega in yard passate per la sesta volta, superando il precedente primato di cinque di Sonny Jurgensen e Dan Marino.[79] Infine, Brees raggiunse Tom Brady al terzo posto di tutti i tempi per TD passati in carriera.
- Undici diversi quarterback passarono almeno trenta touchdown nel 2015, un nuovo primato che superò quello di nove della stagione precedente.[80]

## Cambi di allenatore

### Prima della stagione
| Squadra             | Allenatore 2014 | All. interim 2014 | Ragione             | Sostituto 2015 |
| ------------------- | --------------- | ----------------- | ------------------- | -------------- |
| Atlanta Falcons     | Mike Smith      | Mike Smith        | Licenziamento       | Dan Quinn      |
| Buffalo Bills       | Doug Marrone    | Doug Marrone      | Dimissioni          | Rex Ryan       |
| Chicago Bears       | Marc Trestman   | Marc Trestman     | Licenziamento       | John Fox       |
| Denver Broncos      | John Fox        | John Fox          | Decisione condivisa | Gary Kubiak    |
| New York Jets       | Rex Ryan        | Rex Ryan          | Licenziamento       | Todd Bowles    |
| Oakland Raiders     | Dennis Allen    | Tony Sparano      | Licenziamento       | Jack Del Rio   |
| San Francisco 49ers | Jim Harbaugh    | Jim Harbaugh      | Decisione condivisa | Jim Tomsula    |

### A stagione in corso
| Squadra             | Allenatore iniziale | Ragione       | Allenatore ad interim |
| ------------------- | ------------------- | ------------- | --------------------- |
| Miami Dolphins      | Joe Philbin         | Licenziamento | Dan Campbell          |
| Tennessee Titans    | Ken Whisenhunt      | Licenziamento | Mike Mularkey         |
| Philadelphia Eagles | Chip Kelly          | Licenziamento | Pat Shurmur           |

## Leader della lega
| Categoria              | Giocatore                                                                                 | N.         |
| Yard passate           | Drew Brees (NO)                                                                           | 4.870 yard |
| Touchdown passati      | Tom Brady (NE)                                                                            | 36         |
| Yard corse             | Adrian Peterson (MIN)                                                                     | 1.485 yard |
| Touchdown su corsa     | DeAngelo Williams (PIT), Adrian Peterson (MIN), Jeremy Hill (CIN) e Devonta Freeman (ATL) | 11         |
| Ricezioni              | Julio Jones (ATL) e Antonio Brown (PIT)                                                   | 136        |
| Yard ricevute          | Julio Jones (ATL)                                                                         | 1.871 yard |
| Touchdown su ricezione | Allen Robinson (JAX), Brandon Marshall (NYJ) e Doug Baldwin (SEA)                         | 14         |
| Touchdown totali       | Allen Robinson (JAX), Brandon Marshall (NYJ), Devonta Freeman (ATL) e Doug Baldwin (SEA)  | 14         |
| Tackle totali          | NaVorro Bowman (SF)                                                                       | 154        |
| Sack                   | J.J. Watt (HOU)                                                                           | 17,5       |
| Intercetti             | Marcus Peters (KC) e Reggie Nelson (CIN)                                                  | 8          |
| Fumble forzati         | Jamie Collins (NE)                                                                        | 5          |
| Fumble recuperati      | Bobby Rainey (TAM)                                                                        | 6          |
| Safety                 | 10 giocatori                                                                              | 1          |

## Premi

### Premi individuali stagionali

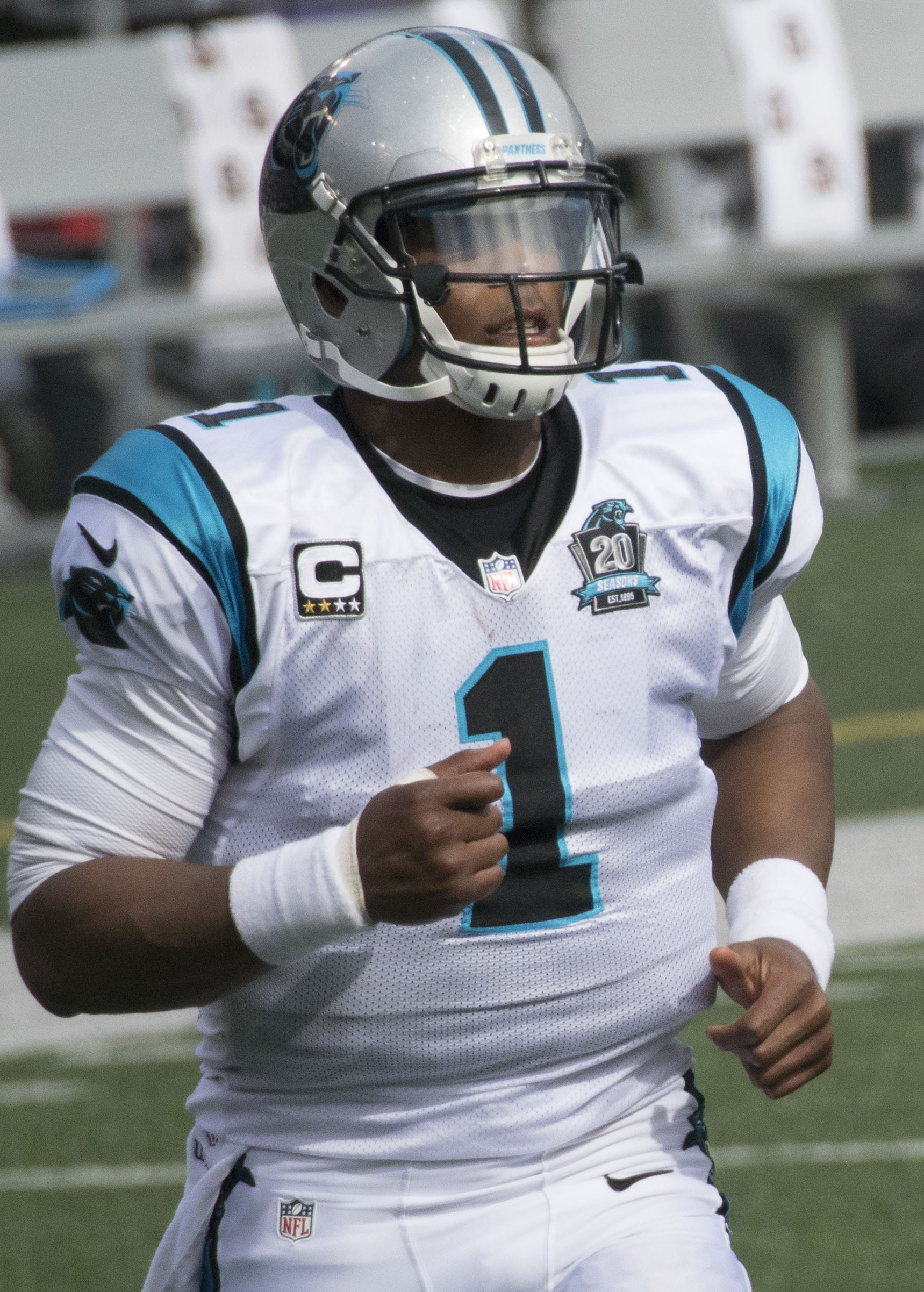
Cam Newton fu l'MVP della NFL nel 2015

| Premio                            | Vincitore      | Ruolo           | Squadra              |
| --------------------------------- | -------------- | --------------- | -------------------- |
| MVP della NFL                     | Cam Newton     | Quarterback     | Carolina Panthers    |
| Giocatore offensivo dell'anno     | Cam Newton     | Quarterback     | Carolina Panthers    |
| Difensore dell'anno               | J.J. Watt      | Defensive end   | Houston Texans       |
| Allenatore dell'anno              | Ron Rivera     | Coach           | Carolina Panthers    |
| Rookie offensivo dell'anno        | Todd Gurley    | Running back    | St. Louis Rams       |
| Rookie difensivo dell'anno        | Marcus Peters  | Cornerback      | Kansas City Chiefs   |
| Comeback Player of the Year       | Eric Berry     | Safety          | Kansas City Chiefs   |
| Pepsi Rookie of the Year          | Jameis Winston | Quarterback     | Tampa Bay Buccaneers |
| Walter Payton NFL Man of the Year | Anquan Boldin  | Wide receiver   | San Francisco 49ers  |
| Dirigente dell'anno               | Mike Maccagnan | General Manager | New York Jets        |
| MVP del Super Bowl                | Von Miller     | Linebacker      | Denver Broncos       |

### All-Pro team
I seguenti giocatori sono stati inseriti nel First-team All-Pro dall'Associated Press:
| Attacco          | Attacco                                             |
| ---------------- | --------------------------------------------------- |
| Quarterback      | Cam Newton, Carolina                                |
| Running back     | Adrian Peterson, Minnesota Doug Martin, Tampa Bay   |
| Fullback         | Mike Tolbert, Carolina                              |
| Wide receiver    | Antonio Brown, Pittsburgh Julio Jones, Atlanta      |
| Tight end        | Rob Gronkowski, New England                         |
| Offensive tackle | Joe Thomas, Cleveland Andrew Whitworth, Cincinnati  |
| Offensive guard  | Marshal Yanda, Baltimore David DeCastro, Pittsburgh |
| Centro           | Ryan Kalil, Carolina                                |

| Difesa             | Difesa                                                         |
| ------------------ | -------------------------------------------------------------- |
| Defensive end      | J.J. Watt, Houston Khalil Mack, Oakland                        |
| Defensive tackle   | Aaron Donald, St. Louis Geno Atkins, Cincinnati                |
| Outside linebacker | Von Miller, Denver Khalil Mack, Oakland Thomas Davis, Carolina |
| Inside linebacker  | Luke Kuechly, Carolina NaVorro Bowman, San Francisco           |
| Cornerback         | Josh Norman, Carolina Patrick Peterson, Arizona                |
| Safety             | Tyrann Mathieu, Arizona Eric Berry, Kansas City                |

| Placekicker   | Stephen Gostkowski, New England |
| Punter        | Johnny Hekker, St. Louis        |
| Kick returner | Tyler Lockett, Seattle          |

### Giocatori della settimana/mese
| Turno | Giocatore offensivo della settimana/mese | Giocatore offensivo della settimana/mese | Giocatore difensivo della settimana/mese | Giocatore difensivo della settimana/mese | Giocatore degli special team della settimana/mese | Giocatore degli special team della settimana/mese |
| Turno | AFC                                      | NFC                                      | AFC                                      | NFC                                      | AFC                                               | NFC                                               |
| ----- | ---------------------------------------- | ---------------------------------------- | ---------------------------------------- | ---------------------------------------- | ------------------------------------------------- | ------------------------------------------------- |
| 1     | Marcus Mariota (Titans)                  | Julio Jones (Falcons)                    | Aqib Talib (Broncos)                     | Aaron Donald (Rams)                      | Jarvis Landry (Dolphins)                          | Tavon Austin (Rams)                               |
| 2     | Ben Roethlisberger (Steelers)            | Larry Fitzgerald (Cardinals)             | Darrelle Revis (Jets)                    | Sean Lee (Cowboys)                       | Travis Benjamin (Browns)                          | David Johnson (Cardinals)                         |
| 3     | A.J. Green (Bengals)                     | Aaron Rodgers (Packers)                  | Preston Brown (Bills)                    | Tyrann Mathieu (Cardinals)               | Pat McAfee (Colts)                                | Darren Sproles (Eagles)                           |
| Sett. | Tom Brady (Patriots)                     | Julio Jones (Falcons)                    | DeMarcus Ware (Broncos)                  | Josh Norman (Panthers)                   | Stephen Gostkowski (Patriots)                     | Tyler Lockett (Seahawks)                          |
| 4     | Philip Rivers (Chargers)                 | Drew Brees (Saints)                      | T.J. Ward (Broncos)                      | Josh Norman (Panthers)                   | Justin Tucker (Ravens)                            | Robbie Gould (Bears)                              |
| 5     | Josh McCown (Browns)                     | Eli Manning (Giants)                     | Mike Adams (Colts)                       | Fletcher Cox (Eagles)                    | Mike Nugent (Bengals)                             | Bobby Rainey (Buccaneers)                         |
| 6     | DeAndre Hopkins (Texans)                 | Calvin Johnson (Lions)                   | Cameron Wake (Dolphins)                  | Kawann Short (Panthers)                  | Chris Boswell (Steelers)                          | Michael Mauti (Saints)                            |
| 7     | Ryan Tannehill (Dolphins)                | Kirk Cousins (Redskins)                  | Telvin Smith (Jaguars)                   | Michael Bennett (Seahawks)               | Stephen Gostkowski (Patriots)                     | Dwayne Harris (Giants)                            |
| Ott.  | Andy Dalton (Bengals)                    | Devonta Freeman (Falcons)                | Charles Woodson (Raiders)                | Kawann Short (Panthers)                  | Brandon McManus (Broncos)                         | Johnny Hekker (Rams)                              |
| 8     | Tom Brady (Patriots)                     | Drew Brees (Saints)                      | Derek Wolfe (Broncos)                    | Kwon Alexander (Buccaneers)              | Justin Tucker (Ravens)                            | Marcus Sherels (Vikings)                          |
| 9     | Marcus Mariota (Titans)                  | Cam Newton (Panthers)                    | Darius Butler (Colts)                    | Linval Joseph (Vikings)                  | Ryan Quigley (Jets)                               | Josh Brown (Giants)                               |
| 10    | Ben Roethlisberger (Steelers)            | Kirk Cousins (Redskins)                  | Bacarri Rambo (Bills)                    | Terence Newman (Vikings)                 | Stephen Gostkowski (Patriots)                     | Ameer Abdullah (Lions)                            |
| 11    | Brock Osweiler (Broncos)                 | Cam Newton (Panthers)                    | J.J. Watt (Texans)                       | Lavonte David (Buccaneers)               | Dustin Colquitt (Chiefs)                          | Mason Crosby (Packers)                            |
| 12    | C.J. Anderson (Broncos)                  | Russell Wilson (Seahawks)                | Leon Hall (Bengals)                      | Luke Kuechly (Panthers)                  | Will Hill (Ravens)                                | Sam Martin (Lions)                                |
| Nov.  | Antonio Brown (Steelers)                 | Adrian Peterson (Vikings)                | J.J. Watt (Texans)                       | Tyrann Mathieu (Cardinals)               | Adam Vinatieri (Colts)                            | Graham Gano (Panthers)                            |
| 13    | Brandon Marshall (Jets)                  | Cam Newton (Panthers)                    | Tyvon Branch (Chiefs)                    | Malcolm Jenkins (Eagles)                 | Antonio Brown (Steelers)                          | Dan Bailey (Cowboys)                              |
| 14    | Ryan Fitzpatrick (Jets)                  | Eli Manning (Giants)                     | Khalil Mack (Raiders)                    | Aaron Donald (Rams)                      | Rashad Greene (Jaguars)                           | Chandler Catanzaro (Cardinals)                    |
| 15    | Antonio Brown (Steelers)                 | Cam Newton (Panthers)                    | Marcus Peters (Chiefs)                   | Deone Bucannon (Cardinals)               | Carlos Dunlap (Bengals)                           | Benny Cunningham (Rams)                           |
| 16    | Ryan Fitzpatrick (Jets)                  | Julio Jones (Falcons)                    | Robert Mathis (Colts)                    | Dwight Freeney (Cardinals)               | Marquette King (Raiders)                          | Blair Walsh (Vikings)                             |
| 17    | Ronnie Hillman (Broncos)                 | Cam Newton (Panthers)                    | J. J. Watt (Texans)                      | Everson Griffen (Vikings)                | D.J. Alexander (Chiefs)                           | Tyler Lockett (Seahawks)                          |
| Dic.  | Antonio Brown (Steelers)                 | Kirk Cousins (Redskins)                  | Whitney Mercilus (Texans)                | Kawaan Short (Panthers)                  | Chris Boswell (Steelers)                          | Tyler Lockett (Seahawks)                          |

| Mese  | Rookie del Mese             | Rookie del Mese             |
| Mese  | Offensivo                   | Difensivo                   |
| ----- | --------------------------- | --------------------------- |
| Sett. | Marcus Mariota (Titans)     | Ronald Darby (Bills)        |
| Ott.  | Todd Gurley (Rams)          | Eric Kendricks (Vikings)    |
| Nov.  | Jameis Winston (Buccaneers) | Damarious Randall (Packers) |
| Dic.  | David Johnson (Cardinals)   | Marcus Peters (Chiefs)      |